# Rothmannia malayana
Rothmannia malayana là một loài thực vật có hoa trong họ Thiến thảo. Loài này được K.M.Wong miêu tả khoa học đầu tiên năm 1984.